# سمفونی شماره ۸ (دورژاک)
سمفونی شماره ۸ (انگلیسی: Symphony No. 8) در گام سل ماژور، اپوس ۸۸، هشتمین سمفونی از مصنف و آهنگساز بوهمی سبک رمانتیک آنتونین دورژاک است که در سال ۱۸۸۹ تصنیف گردید. دورژاک رهبری ارکستر افتتاحیهٔ این اثر را در دوم فوریه ۱۸۹۰ و در شهر پراگ بر عهده داشت

## نگارخانه

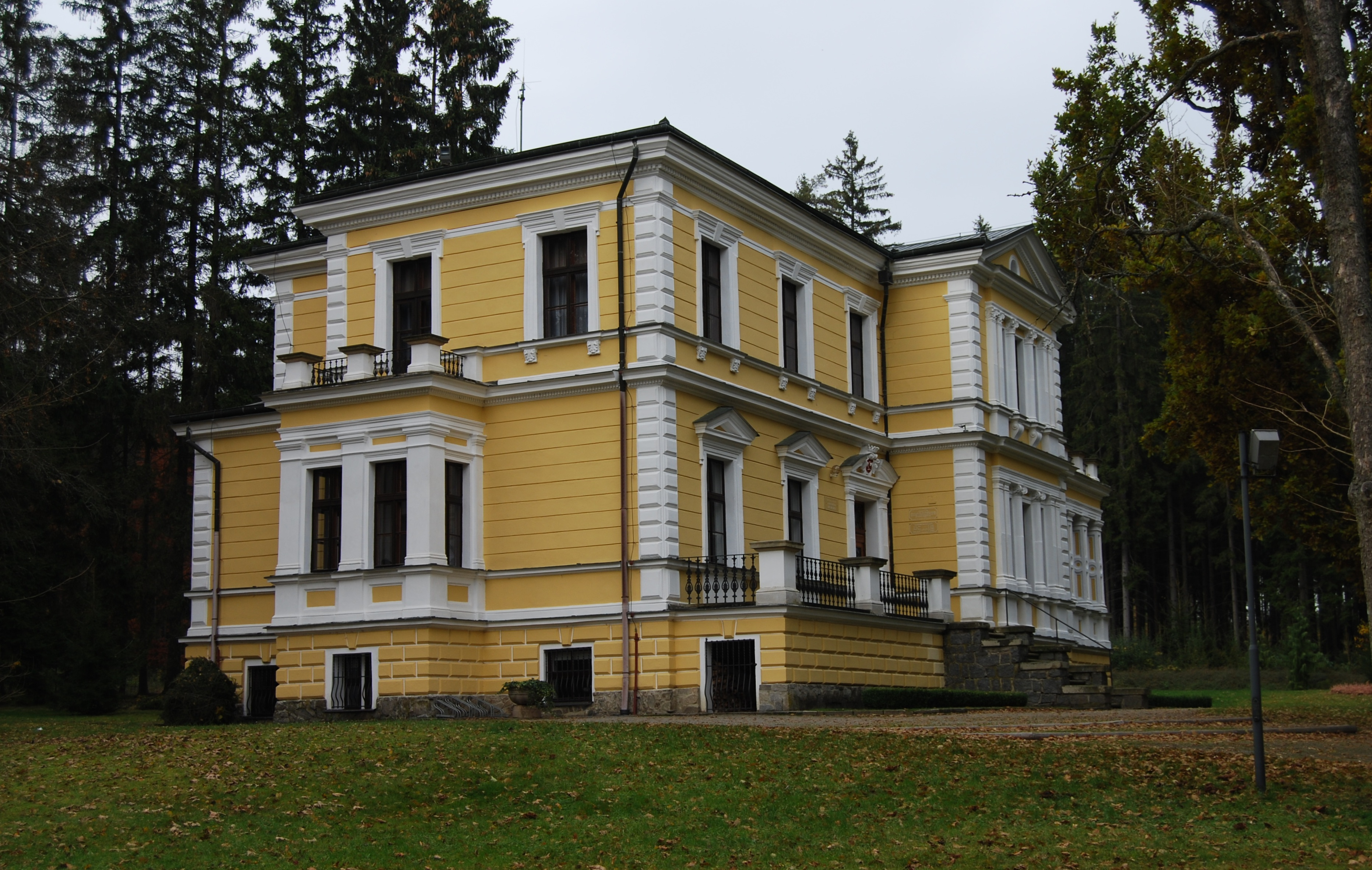
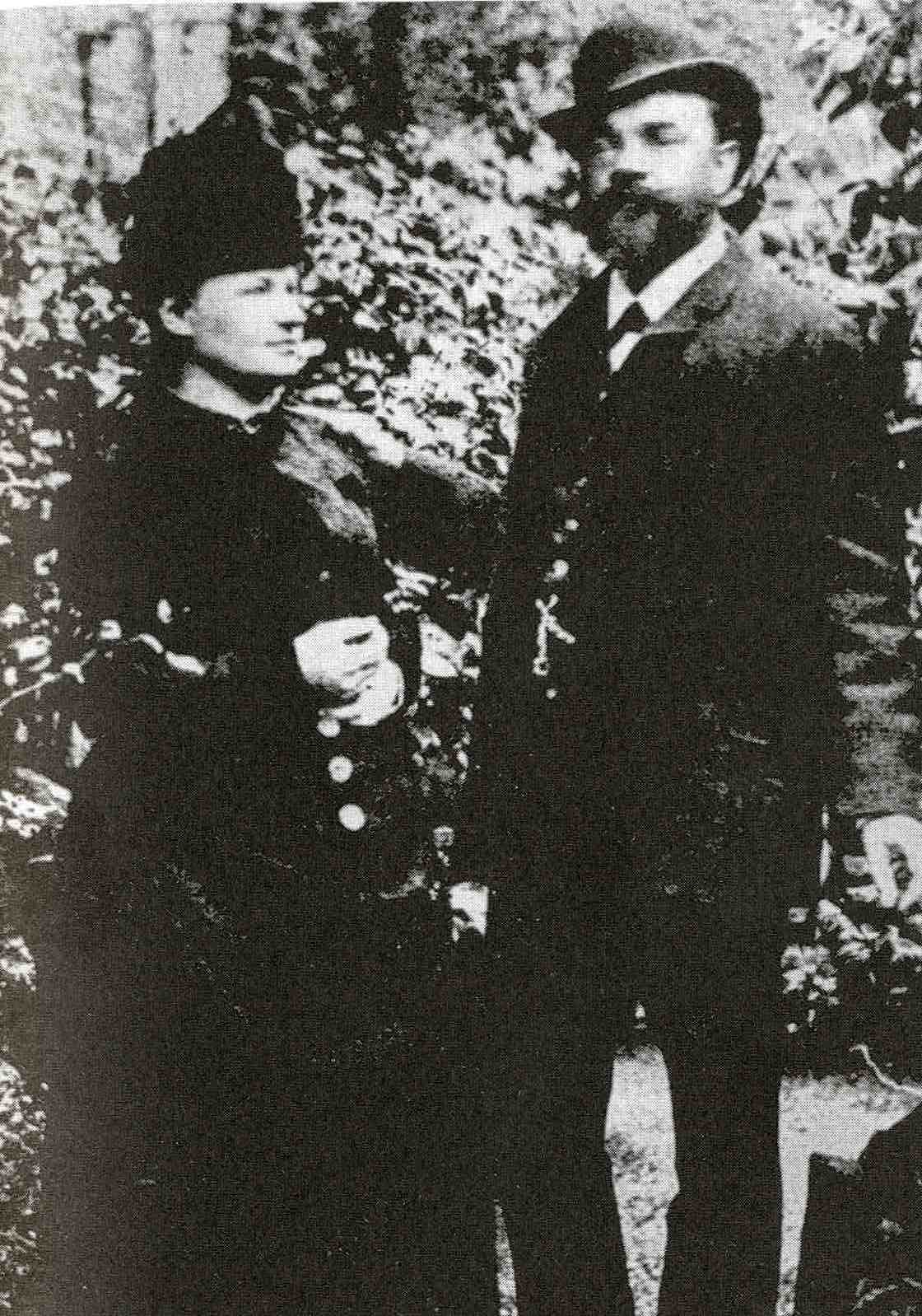